# 工学書協会
工学書協会（こうがくしょきょうかい）は、工学関連の書籍・雑誌を取り扱う出版社が加盟する業界団体。1948年（昭和23年）12月に設立された。主な活動としては、「工学書目録」の刊行や「理工学図書新刊ニュース」の発行に加えて、工学書協会常備店の選定、特選セットの出荷、主要書店における「工学書協会フェア」の開催などが挙げられる。協会の事務所は、東京都千代田区神田神保町1-101 神保町101ビル3階 に所在する。

## 工学書協会 加盟出版社（五十音順）
- 市ヶ谷出版社
- オーム社
- 海文堂出版
- カットシステム
- 共立出版
- コロナ社
- 三共出版
- 産業図書
- 彰国社
- 実教出版
- 誠文堂新光社
- 電気書院
- 東京電機大学出版局
- 日刊工業新聞社
- 丸善出版
- 理工図書